# Горить свіча
«Горить свіча» — історичний роман українського письменника Володимира Малика, написаний у 1992 році. Він розповідає про знищення Батиєм міста Києва та розорення українських земель. За цей роман Малика було нагороджено міжнародною премією Григорія Сковороди.

## Сюжет
1240 року під Київ приходять полки монголів із братом Батия Менгу-ханом. Монголи хочуть взяти Київ без втрат, і тому висилають делегацію послів із рабом-русичем Добринею в ролі перекладача. Назустріч послам вийшов сам князь Михайло Всеволодович. Монголи брехали киянам, ніби-то вони їх не чіпатимуть, але Добриня переклав, що це хитрість монголів, якою вони захопили багато міст. Князь відмовляється впустити монголів до Києва, і за наказом Менгуа посли вбили п'ятьох полонених. Кияни розізлилися і повбивали монгольських послів. Добриня отримав свободу, влаштувався до боярина Дмитра та вподобав його дочку Янку. Під час вечері Добриня дізнався про неймовірну його схожість на сина боярина, який зник під час битви з монголами. Наступного дня монголи готували напад на місто, а князь тим часом утік із Києва з рідними, призначивши Дмитра воєводою. Всі чоловіки були на Забродах, куди прийшла Янка з луком і стрілами, і лучники-монголи почали атакувати захисників. Раптом Добриня кинувся і закрив Янку від ворожої стріли. А монголи пішли з-під стін Києва. Далі розпочинаються справжні випробування героїв роману.